# Feldzüge Rudolfs I. gegen Ottokar II. Přemysl
Im Zuge der Wahl Rudolfs von Habsburg zum römisch-deutschen König 1273 und der Beendung des Interregnums kam es zwischen Rudolf und Ottokar II. Přemysl in den Jahren 1276 bis 1278 zu kriegerischen Auseinandersetzungen. Nach der ersten Niederlage Ottokars im Jahr 1277 musste er auf die Herzogtümer Österreich, Steiermark, Kärnten und Krain verzichten, die an das Reich heimfielen. 1278 brach der Krieg erneut aus. In der Schlacht auf dem Marchfeld erlitt Ottokar Přemysl eine entscheidende Niederlage und wurde unmittelbar nach der Schlacht ermordet. Als Ergebnis der Auseinandersetzungen gelang es den Habsburgern, Österreich und Steiermark in Besitz zu nehmen und damit die Grundlage für ihren weiteren Aufstieg zu legen. Kärnten ging an die Grafen von Tirol. Ottokars Stammlande Böhmen und Mähren durfte sein Sohn Wenzel II. behalten.

## Vorgeschichte (1273–1276)
Die Wahl Rudolfs von Habsburg im Jahr 1273 wurde von Ottokar II. Přemysl nicht anerkannt, da Rudolf aus seiner Sicht die Eignung für das Amt des römischen Königs fehlte. Durch Rudolfs Revindikationspolitik gerieten die österreichischen Besitzungen Ottokars in Gefahr aufgrund mangelnder Legitimität bei der Erwerbung eingezogen zu werden. Da Ottokar auch weiterhin eine Belehnung durch Rudolf ablehnte, wurden ihm 1275 seine Lehen entzogen. Ebenso wurden über ihn die Reichsacht und der Kirchenbann verhängt. Bedingt durch ungeschicktes Taktieren der böhmischen Diplomatie sowie durch die Ausnutzung von Spannungen zwischen Ottokar und dessen Nachbarn gelang es Rudolf, die Grafen Meinhard und Albrecht von Görz-Tirol, den Patriarchen von Aquileja, den Erzbischof von Salzburg, den König von Ungarn, zahlreiche Adelige in Ottokars Ländern (siehe z. B. Reiner Schwur) sowie Philipp von Spanheim, den Bruder des letzten Kärntner Herzogs, auf seine Seite zu bringen. Ebenso unterstützten zahlreiche Reichsfürsten wie der Pfalzgraf Ludwig der Strenge und Burggraf Friedrich III. von Nürnberg Rudolf.
Ottokar wurde von den Brandenburger Markgrafen unterstützt.

## Der erste Feldzug gegen Ottokar II. Přemysl (August bis November 1276)
Rudolfs Planungen sahen vor, dass seine Bündnispartner von verschiedenen Seiten her in Ottokars Gebiet einfallen sollten, während Rudolf seine Hauptstreitmacht nach Ottokars Kernland Böhmen führen wollte. Nachdem er im Mai 1276 den angeblich von Ottokar durch Gelder zum Aufstand bewogenen Markgrafen von Baden,  niedergeworfen und einen Ausgleich zwischen den Brüdern Ludwig dem Strengen und Heinrich von Niederbayern zustande gebracht hatte, wartete Rudolf auf die Zusage der Ungarn auf Waffenhilfe. Im Juli und August 1276 schrieb er zweimal an König Ladislaus von Ungarn, um ihn zum Angriff auf Ottokar zu bewegen.
Ab Mitte August rückten die Tiroler Grafen nach Kärnten und Krain vor. In kurzer Zeit fielen der Kärntner und Krainer Adel von Ottokar ab. Bald darauf trat der Adel der Steiermark in Verhandlungen mit Rudolf.
Daraufhin änderte Rudolf seine Marschrichtung. Anstatt den bei Tepl in Böhmen stehenden Ottokar anzugreifen, zog er nun ins Herzogtum Österreich, um auch dort den Adel zum Abfall von Ottokar zu bewegen. In Regensburg traf Rudolf mit Heinrich von Niederbayern zusammen, der zuvor als möglicher Verbündeter Ottokars gegolten hatte. Rudolf verabredete mit Heinrich die Ehe seiner Tochter Katharina mit Heinrichs Sohn Otto. Katharina sollte eine Mitgift von 40.000 Mark Silber in die Ehe mitbringen. Als Pfand hierfür sollte das Land ob der Enns dienen, das zum damaligen Zeitpunkt noch Teil der Besitzungen Ottokars war.
Heinrich seinerseits verstärkte Rudolfs Heer mit seinen Rittern und ließ die Blockade der Donauschifffahrt aufheben.
Rudolfs Heer konnte so per Schiff auf schnellem Weg nach Österreich fahren. Am 6. Oktober fiel Linz in Rudolfs Hand. Bald traten Enns, Ybbs und Tulln zu Rudolf über. Franziskaner- und Dominikanermönche wirkten als wichtige Propagandisten von Rudolfs Sache, indem sie die österreichischen Ministerialen von ihrem Eid auf Ottokar entbanden, sodass diese zu Rudolf übergingen. Den weiteren Vormarsch bedrohte nun das schwer verstärkte Klosterneuburg. Ottokar bewegte sich zu diesem Zeitpunkt mit seinem Heer in Richtung Südosten und rechnete wohl damit, dass Rudolf durch eine Belagerung Klosterneuburgs aufgehalten werden würde. Ludwig der Strenge aber nahm die Stadt nach einer List ein. Am 18. Oktober begann Rudolf mit der Belagerung Wiens. Die Stadt wurde von einem engen Anhänger Ottokars, Paltram vor dem Freithof, geführt.
Ottokar befand sich zu dieser Zeit im Gebiet um das Marchfeld. Seine Autorität war bereits derart geschwächt, dass er den Abfall der österreichischen Ministerialen nicht verhindern konnte. Zudem erhoben sich auch böhmischen Adlige gegen ihn. König Ladislaus von Ungarn nahm die Stadt Ödenburg ein.

## Der Friede von Wien (November 1276)
Da seine Situation ausweglos war, fand sich Ottokar zu Verhandlungen mit Rudolf bereit. Im Oktober wurde unter Vermittlung des Markgrafen von Brandenburg ein Waffenstillstand geschlossen. Ein Schiedsgericht – bestehend aus Berthold von Würzburg und Ludwig dem Strengen sowie Bruno von Olmütz und Otto von Brandenburg – entschied am 21. November, dass Ottokar auf seine Rechte auf Österreich, Steiermark, Kärnten, Krain, die Windische Mark, Eger und Pordenone verzichten musste. Ottokar musste Rudolfs Königtum anerkennen und Böhmen und Mähren als Lehen empfangen. Der Kirchenbann über Ottokar wurde aufgehoben. Ein Sohn Rudolfs sollte eine Tochter Ottokars heiraten und eine Tochter Rudolfs Ottokars Sohn Wenzel. In beide Ehen sollte jeweils eine Mitgift in Form von 40.000 Mark Silber eingebracht werden. Rudolfs Sohn sollte als Pfand Eigengüter Ottokars südlich der Donau erhalten. Wenzel sollte als Pfand Güter nördlich der Donau erhalten. Dadurch, dass die weiblichen Ehepartner als Erben der jeweiligen Pfandschaften ausgeschlossen wurden, mussten die Güter nördlich der Donau schließlich den Přemysliden und die Güter südlich der Donau den Habsburgern zufallen. Die Gefolgsleute beider Seiten wurden in den Frieden mit einbezogen. Der ungarische König erhielt alle von Böhmen in Ungarn besetzten Gebiete zurück.
Am 25. November empfing Ottokar seine Lehen von Rudolf. Rudolf soll Ottokar hierbei durch das Erscheinen in ärmlicher Kleidung gedemütigt haben.
Aus dem Frieden von Wien ergab sich für Rudolf das Problem, dass er die wegen der Mitgift verpfändeten Besitzungen nördlich der Donau verlieren würde. König Ottokar war in seiner Ehre verletzt worden. Er musste außerdem den Aufstand seiner böhmischen Vasallen Zawisch von Falkenstein und Boresch von Riesenburg bekämpfen. Ein weiterer Konfliktgrund ergab sich daraus, dass Ottokar die umstrittenen Grenzfestungen nicht an Ungarn zurückgab.

## Die Zeit nach dem Frieden von Wien (November 1277 bis Juni 1278)
In der folgenden Zeit kam es daher wiederholt zu Auseinandersetzungen wegen der Nichteinhaltung von Abmachungen. In zwei weiteren Friedensverträgen vom 6. Mai und 12. September 1277, ausgehandelt von Friedrich von Nürnberg, wurden Rudolf auch Besitzungen nördlich der Donau zuerkannt.
Nach dem Frieden von Wien scheinen die Kurfürsten sich zunehmend von Rudolf distanziert zu haben, da sie vermutlich seine gestärkte Position fürchteten. Ende November 1277 schwor Werner von Mainz aufgrund eines dahingehenden Gerüchts einen Eid, dass es keine Verschwörung unter den rheinischen Kurfürsten gegen König Rudolf gebe.
Im Januar 1278 schloss Ottokar ein Waffenbündnis mit den Markgrafen von Brandenburg und vermutlich auch den schlesischen Herzögen. Heinrich von Niederbayern wurde durch Geldzahlungen zur Neutralität verpflichtet. Durch seine Blockade der Donau wurde der Transport der von Rudolf in Franken und Schwaben geworbenen Truppen verzögert.
Zur selben Zeit wurde ein Komplott der Paltram-Familie mit Heinrich von Kuenring-Weitra, Ottokars Schwiegersohn, und dem ungarischen Grafen Johann von Güns niedergeschlagen.
Ende April oder Anfang Mai unternahm Heinrich von Kuenring-Weitra einen neuerlichen Aufstand im Norden Österreichs, der ab Juni von böhmischen Truppen unterstützt wurde.

## Der zweite Feldzug gegen Ottokar II. Přemysl (Juni 1278 bis Oktober 1278)

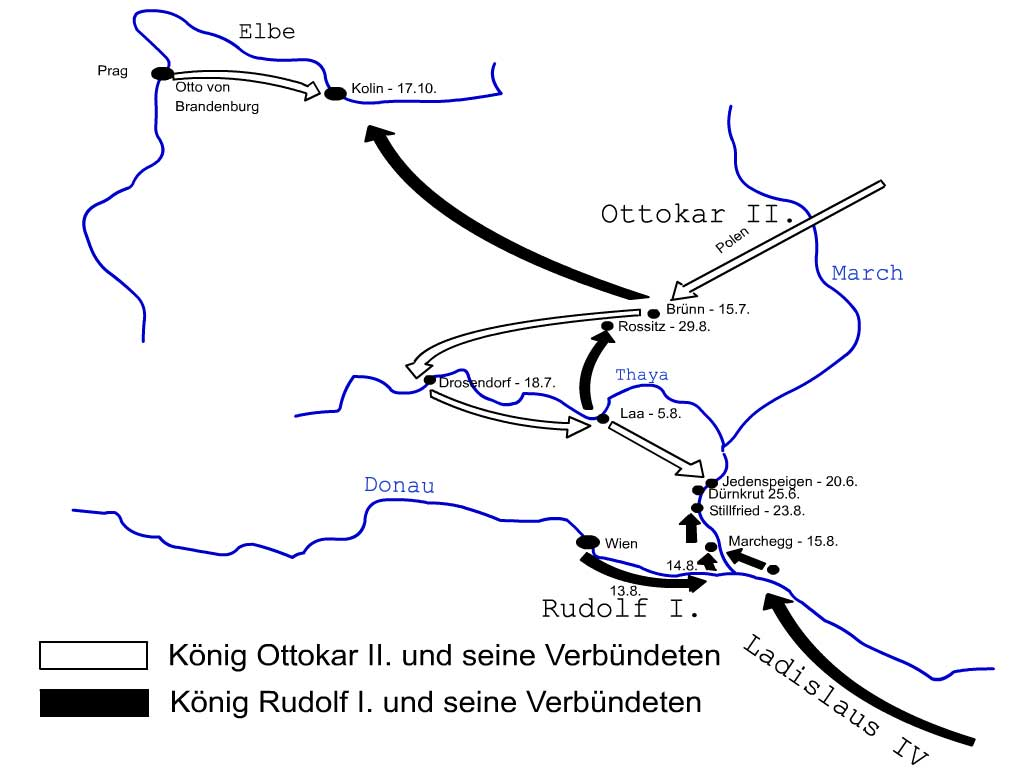
Der zweite Feldzug gegen Ottokar II. Přemysl

Ottokar rückte mit seinem Heer am 20. Juli nach Österreich vor und belagerte mehrere Wochen lang die Städte Laa und Drosendorf. Die Gründe für Ottokars abwartende Haltung während der ersten Kriegswochen sind unbekannt. Ein schneller Vorstoß nach Wien, wo Rudolf noch mit der Sammlung seines Heeres und dem Warten auf die Ungarn beschäftigt war, hätte möglicherweise eine Entscheidung zu Ottokars Gunsten gebracht.
Nachdem Rudolf und die Ungarn bei Marchegg zusammengetroffen waren, zwangen sie Ottokar durch leichte Angriffe zur Aufgabe der Belagerung von Laa. Ottokar zog in Richtung Südosten und bezog sein Lager in der Nähe des Dorfes Jedenspeigen. Dort kam es am 26. August zur sogenannten Schlacht auf dem Marchfeld. Durch eine Kriegslist bewegte Rudolf seine Feinde zur Flucht. Ottokar wurde unmittelbar nach der Schlacht von persönlichen Feinden ermordet. Die Verluste im Heer Ottokars sollen etwa 10.000 Menschen betragen haben.
Ottokars Witwe Kunigunde von Machov machte nun Otto den Langen von Brandenburg zum Vormund für ihren Sohn Wenzel, um die böhmischen und mährischen Gebiete vor dem Zugriff Rudolfs zu schützen. Heinrich IV. von Breslau machte Otto die Vormundschaft streitig. Er besetzte die Grafschaft Glatz und zog mit Truppen vor Prag.
Rudolf trennte sich kurz nach der Schlacht auf dem Marchfeld von den Ungarn. Er zog nach Mähren, wo ihm die wichtigen Städte und Bischof Bruno von Olmütz huldigten. In einem Manifest ließ er erklären, dass er den Hinterbliebenen Ottokars Schutz bieten werde.
Unter dem Vorsitz des Erzbischofs von Salzburg wurden die Friedensverhandlungen Ende Oktober zum Abschluss gebracht. Während die Přemysliden ihre Ansprüche auf die österreichischen Besitzungen aufgeben mussten, erhielten sie Böhmen und Mähren als Reichslehen. Die Vormundschaft Wenzels wurde auf fünf Jahre Otto von Brandenburg übergeben. Rudolf durfte Mähren fünf Jahre einbehalten, um seine Kriegskosten decken zu können. Heinrich von Breslau erhielt die Grafschaft Glatz. Zur Sicherung des Friedens wurden Rudolfs Tochter Guta mit Wenzel und Rudolfs Sohn Rudolf mit Wenzels Schwester Agnes vermählt. Rudolfs Tochter Hedwig heiratete Otto den Kleinen von Brandenburg, den Bruder Ottos des Langen.